# Château du Pouyaud
Le château du Pouyaud est situé sur la commune de Dignac, en Charente, à une vingtaine de kilomètres au sud-est d'Angoulême. Il en occupe un point culminant.

## Historique
Au milieu du XVe siècle, le fief du Pouyaud (ou des Poyaux) est passé par mariage de la famille Fougières à celle de Prévost de Touchimbert,. Ce fief relevait du baron de Villebois, Guy de Mareuil, un dénombrement lui ayant été fourni en 1481.
La tour a été reconstruite en 1520.
En 1665, le Pouyaud appartient à Jeanne de Lespinay, veuve de Charles de Galard de Béarn, seigneur de Mirande (paroisse de Vouzan) et du Pouyaud. Elle se remaria avec Joseph de Raymond, seigneur voisin de la Tour du Breuil.
Louis de Galard de Béarn, seigneur de Mirande, qui est le fils de Jeanne et Charles, hérite du domaine, qui restera ensuite dans cette famille jusqu'à la Révolution,.
Au XVIIe siècle, le corps de logis est reconstruit et un étage ajouté, puis au XVIIIe siècle une aile est ajoutée.
En 1902, le Pouyaud appartient à la famille de Juglart de Lardinie, puis Grassal en 1914, puis après plusieurs ventes, aux Buraud dans les années 1960, qui l'ont restauré.

## Architecture
Les bâtiments forment un fer à cheval. L'élément central, côté cour, est le donjon carré du XVIe siècle. Il s'élève à une hauteur de 14 mètres sur deux étages voûtés. Il est orné de mâchicoulis et surmontée d'une fine tourelle. Une chapelle occupe sa base, dont la voûte repose sur des nervures.
Accolée au donjon se trouvent le pavillon de plan carré et le corps de logis. Le pavillon est surmonté d'un toit en ardoises à la Mansart.
La façade intérieure du corps de logis du XVIIe et XVIIIe siècles est percée de fenêtres à petit-bois et d'une porte. Celle-ci a des sculptures moulurées, et elle est surmontée d'un fronton curviligne reposant sur deux pilastres.
Les vestiges d'une porte du XVe siècle accostée d'une échauguette d'angle se trouvent aussi sur l'angle nord-ouest du bâtiment en retour d'équerre.
Le château, avec ses façades et toiture, est inscrit monument historique le 9 juin 1966.
D'accès privé, le château n'est pas visitable.

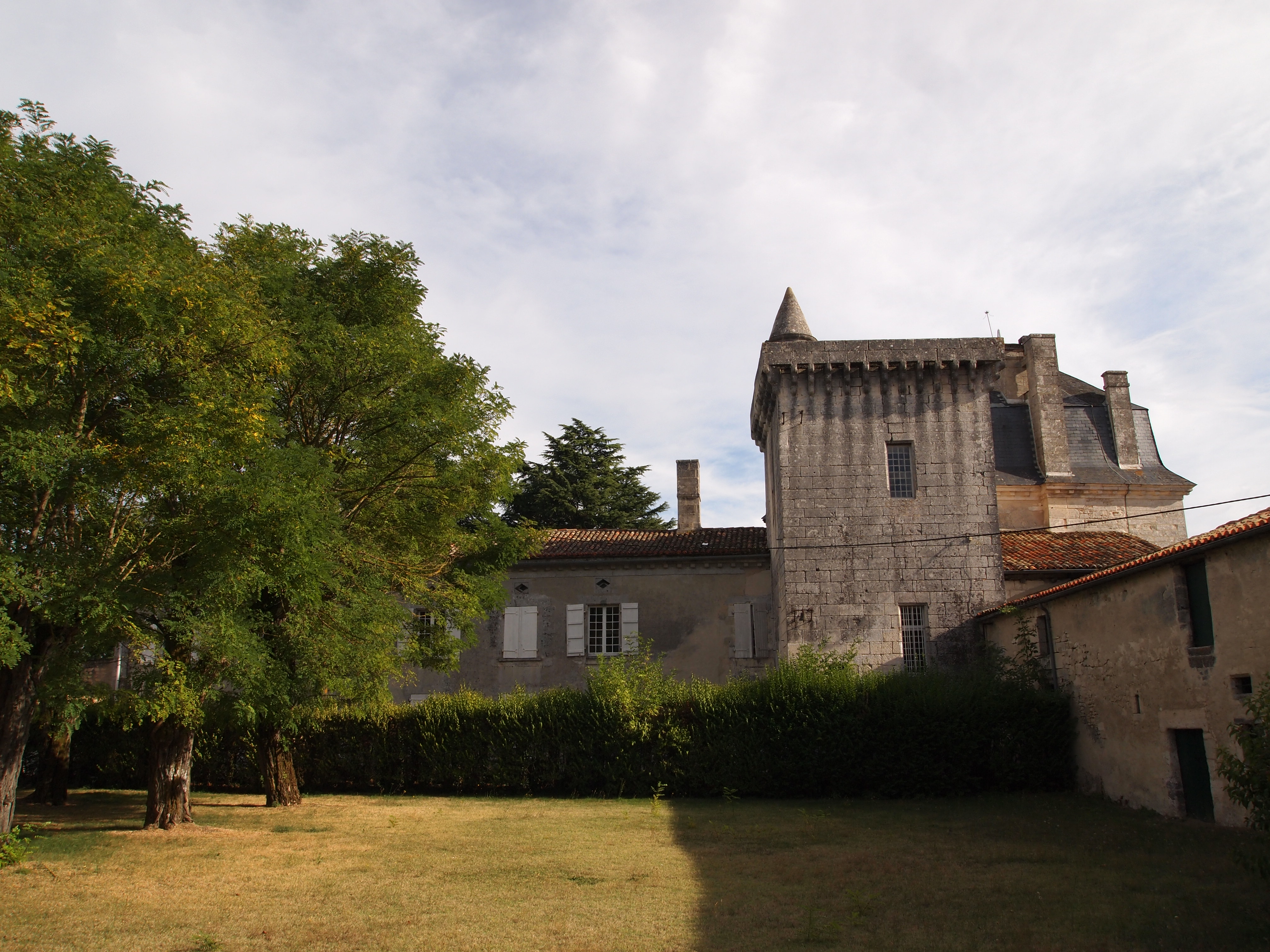
La tour, vue de la cour intérieure.
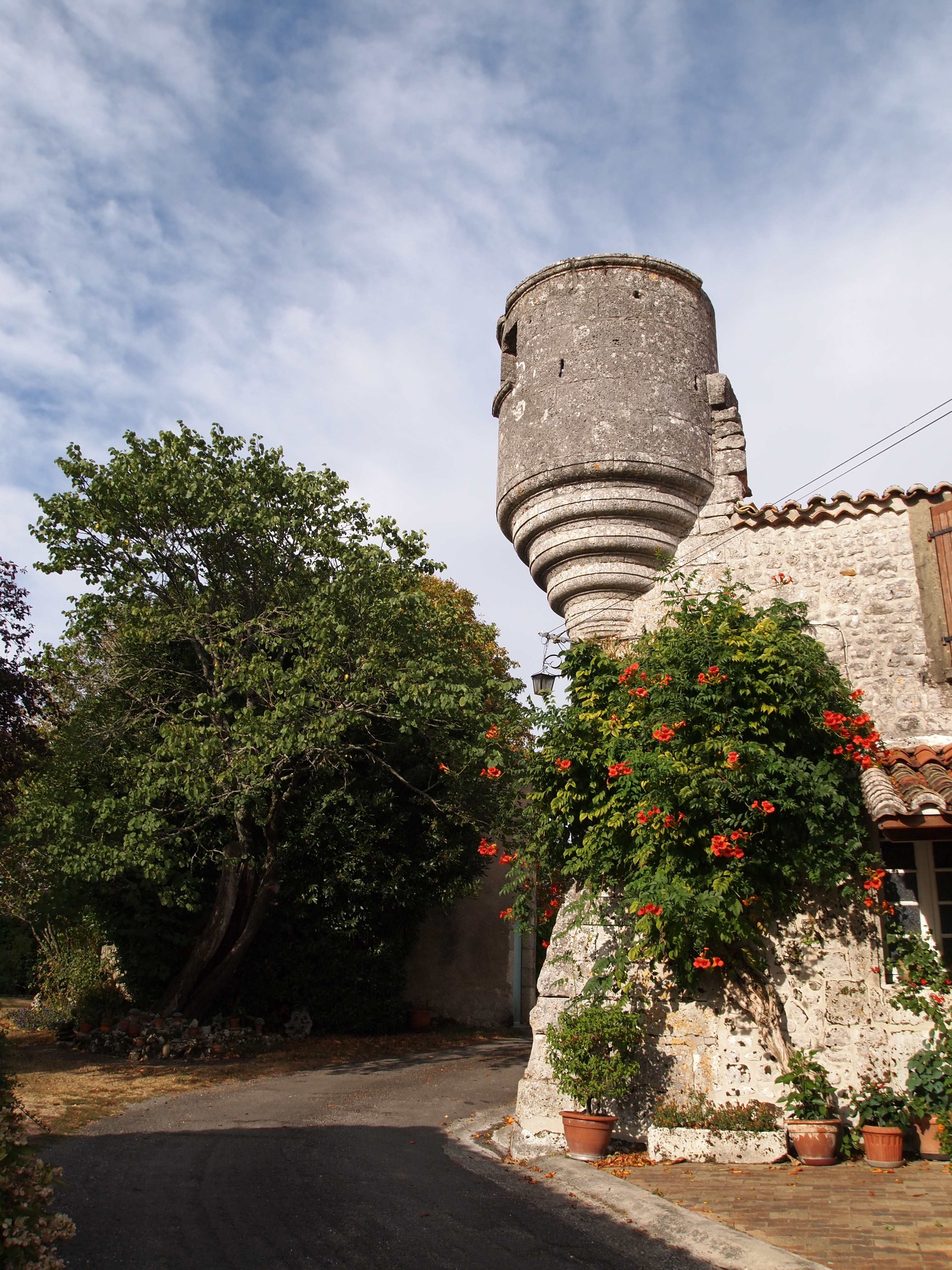
Échauguette, à l'angle nord-ouest.